# 飯豊中継局
飯豊中継局（いいでちゅうけいきょく）は、山形県西置賜郡飯豊町に置かれているテレビ中継局である。

## 概要
- 当中継局は、飯豊町高峰字赤岩の赤岩峠に置かれ、同町内の一部へ電波を発射している。

## 送信施設概要

### 地上デジタルテレビ放送
| リモコンキーID | 放送局名                  | チャンネル | 空中線電力 | ERP   | 放送対象地域 | 放送区域内世帯数 | 開局日         |
| 1              | NHK山形総合テレビ         | 43ch       | 50mW       | 350mW | 山形県       | 約300世帯        | 2009年12月28日 |
| 2              | NHK山形教育テレビ         | 42ch       | 50mW       | 350mW | 全国         | 約300世帯        | 2009年12月28日 |
| 4              | YBC山形放送               | 44ch       | 50mW       | 350mW | 山形県       | 約300世帯        | 2009年12月28日 |
| 5              | YTS山形テレビ             | 46ch       | 50mW       | 350mW | 山形県       | 約300世帯        | 2009年12月28日 |
| 6              | TUYテレビユー山形         | 48ch       | 50mW       | 350mW | 山形県       | 約300世帯        | 2009年12月28日 |
| 8              | SAYさくらんぼテレビジョン | 49ch       | 50mW       | 350mW | 山形県       | 約300世帯        | 2009年12月28日 |

#### 備考
- 2009年9月15日に予備免許交付、11月中旬から試験放送開始、12月25日に本免許交付。
- テレビユー山形・さくらんぼテレビジョンの両テレビ局は、デジタル新局として開局。
- 出力については、アナログUHF出力に換算して500mW相当の50mWとなる為、事実上の減力となる。

### 地上アナログテレビ放送
| 放送局名          | チャンネル | 空中線電力        | ERP               | 放送対象地域 | 放送区域内世帯数 | 備考                                                                     |
| NHK山形教育テレビ | 51ch       | 映像3W /音声750mW | 映像19W /音声4.7W | 全国         | 不明             | 2011年7月24日正午で通常の放送が終了し、 24時頃の停波もって廃局となった。 |
| NHK山形総合テレビ | 53ch       | 映像3W /音声750mW | 映像19W /音声4.7W | 山形県       | 不明             | 2011年7月24日正午で通常の放送が終了し、 24時頃の停波もって廃局となった。 |
| YBC山形放送       | 55ch       | 映像3W /音声750mW | 映像19W /音声4.7W | 山形県       | 不明             | 2011年7月24日正午で通常の放送が終了し、 24時頃の停波もって廃局となった。 |
| YTS山形テレビ     | 57ch       | 映像3W /音声750mW | 映像19W /音声4.7W | 山形県       | 不明             | 2011年7月24日正午で通常の放送が終了し、 24時頃の停波もって廃局となった。 |

- TUYとSAYにはチャンネルが割り当てられていなかった。